# Museu Penitenciário Paulista
O Museu Penitenciário Paulista é um museu localizado na cidade de São Paulo, dedicado à história do sistema penitenciário do estado de São Paulo.
Ocupa o extinto Complexo Penitenciário do Carandiru, na zona norte, onde hoje se encontra o Parque da Juventude, e foi inaugurado em 28 de julho de 2014. O novo museu visa preservar documentos, obras e demais objetos de valor do sistema penitenciário do estado. É administrado pela Secretaria da Administração Penitenciária do Estado de São Paulo.
O acervo reúne peças que datam da década de 1920, entre elas pinturas, esculturas e móveis produzidos nas oficinas das penitenciárias. O cotidiano dos presos é mostrado com objetos como aparelhos de tatuagem e armas improvisadas.

## História

### Carandiru
A Casa de Detenção de São Paulo, popularmente conhecida como Carandiru, sendo considerado na época o maior presídio da América Latina. Foi considerado um presídio-modelo, tento sido projetado para atender às novas exigências do Código Penal Republicano de 1890. O projeto do presídio foi inspirado no Centre pénitentiaire de Fresnes, na França, no modelo “espinha de peixe” (que ainda existe em funcionamento até hoje em Paris). A penitenciária era aberta à visitação e chegou a ser considerada um dos cartões postais da cidade de São Paulo.
Somente a partir de 1940, quando a penitenciárias excedeu sua lotação máxima, que ela começa a passar por crises. Numa das várias tentativas de resolver esses problemas de superlotação foi construída a Casa de Detenção, concluída em 1956 no governo de Jânio Quadros, que elevou sua capacidade para 3250 detentos.
No dia dois de outubro de 1992, o pavilhão 9 da Casa de Detenção Carandiru foi o cenário de um dos episódios mais sangrentos da história da penitenciária mundial, onde então, as autoridades penitenciárias amontoavam em péssimas condições, cerca de oito mil detentos.

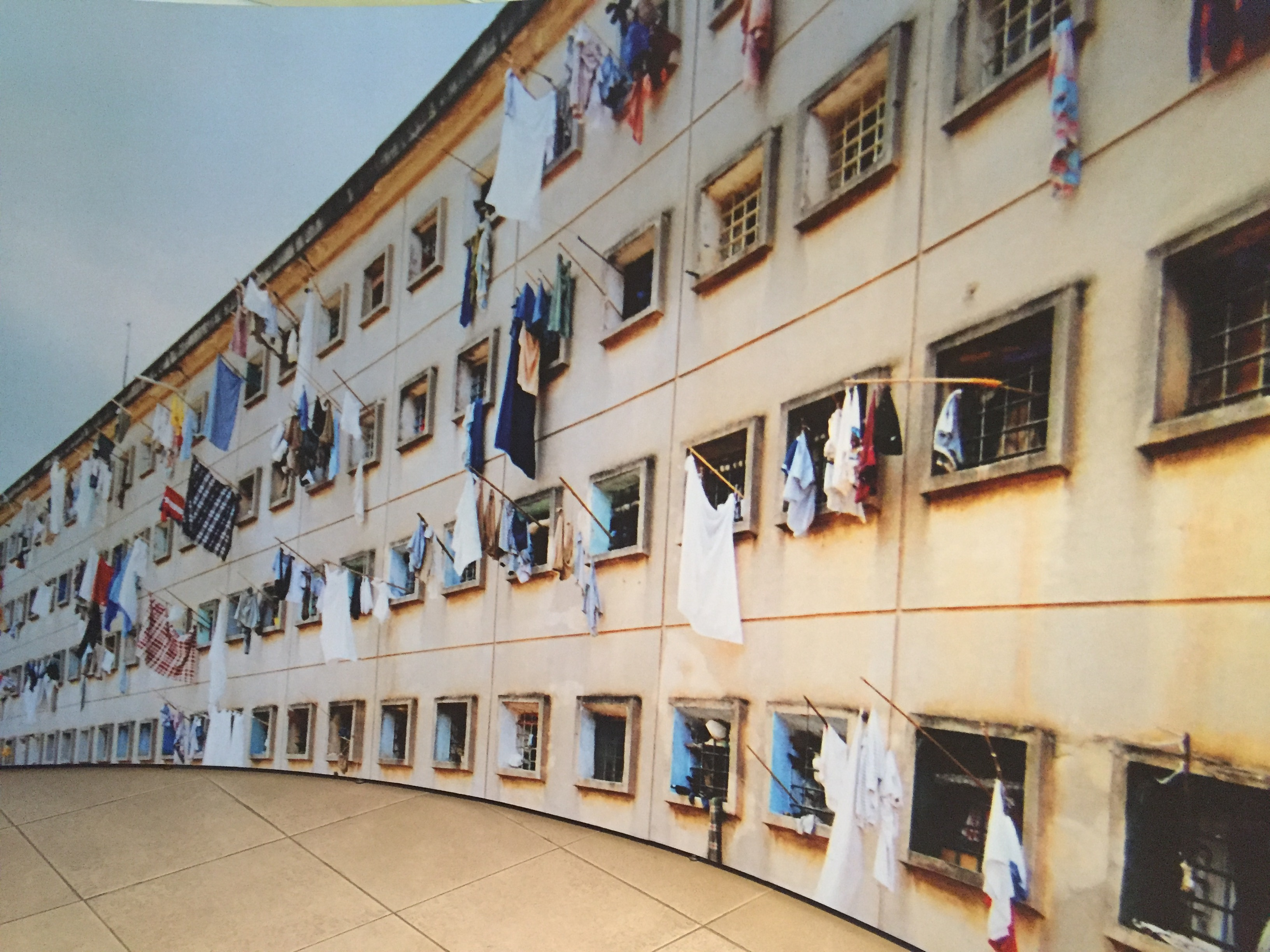

O presídio possuía sete pavilhões divididos em blocos. Para o pavilhão 9, onde ocorreu o massacre, normalmente, se destinavam os presos de primeira viagem, ou seja, os que não tem antecedentes criminais. As informações sobre o massacre afirmam que a briga teve origem entre dois presos do pavilhão durante uma partida de futebol. Outros detentos decidiram se vingar e começaram o motim, no segundo andar. Segundo relatos, a briga havia se generalizado em um grande conflito entre grupos rivais e os presos expulsaram os funcionários civis do local, alegando que “era uma briga entre eles”. Apesar disso o diretor da penitenciária acionou as autoridades, pois o tumulto estava crescendo com os presos dominando o pavilhão 9. No total chegaram cerca de 325 policiais, vindos de diversas guarnições.
Em 2002, iniciou-se o processo de desativação do Carandiru, com a transferência de presos para outras unidades. Hoje o presídio já se encontra totalmente desativado (com exceção da ala hospitalar), com alguns de seus prédios já demolidos e outros que foram mantidos para sempre posteriormente aproveitados. O governo do estado de São Paulo construiu um grande parque no local, o Parque da Juventude, além de instituições educacionais e de cultura. Um de seus pavilhões foi reaproveitado para ser instalada no edifício a Escola Técnica Estadual do Parque da Juventude

### Museu
Com a constituição da Penitenciária do Estado acreditava-se que o trabalho de marcenaria, alfaiataria, desenho, entre outros, produzia a ressocialização. Para atingir esse fim, além de aprender a ler e a escrever, o preso tinha aulas de cursos técnicos, de desenho e de pintura. O envolvimento do preso com a arte era considerado importante, pois esse era um meio de contato com questões e situações como o respeito mútuo, a justiça, o diálogo e a solidariedade humana.
A partir da década de 1950 ao redor da Penitenciária do Estado foram construídas a Casa de Detenção (1956), a Penitenciária Feminina da Capital (1973) e o Centro de Observação Criminológica (1983). Juntos tornaram-se o Complexo Penitenciário do Carandiru,  inaugurado em 1956, pelo então governador Jânio Quadros e que é lembrado, entre outros fatos, pelo grande número de presos que abrigava, cerca de 7 mil, divididos em noves pavilhões
A partir desse acervo foi possível constituir o Museu Penitenciário, sendo sua constituição legal datada de 11 de dezembro de 1939. O Museu continuou como um anexo dos cursos de desenho até a década de 60. Em 31 de janeiro de 1967, é lançado o Plano de Trabalho do Museu.

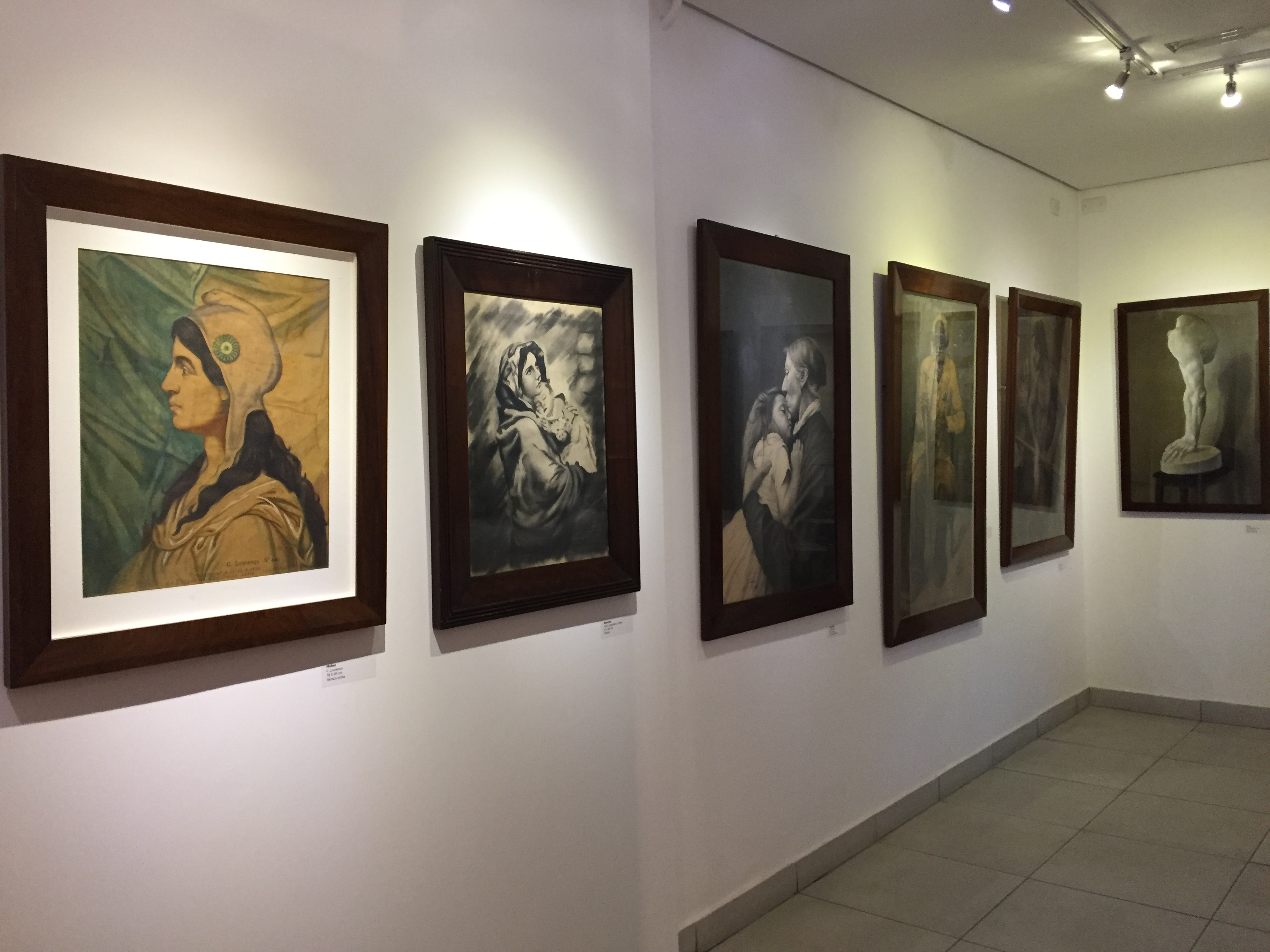

Em junho de 2009 Lourival Gomes, Secretário de Estado da Secretaria da Administração Penitenciária, cria um Grupo de Trabalho - GT para reorganização do Museu Penitenciário. Esse GT é coordenado por Sidney Soares que em 2010 assume o cargo de diretor do museu e em 2014 realiza sua inauguração na área do antigo Complexo Penitenciário do Carandiru. Com o escopo do Museu Penitenciário Paulista - MPP é o de produzir informações e conhecimento sobre a ciência jurídica penal e sua execução, observada na própria história do Sistema Penitenciário Paulista, assim como abordar suas características, desenvolvimento e evolução.
A missão do MPP é ser um espaço aberto ao público em geral, capaz de propiciar a reflexão sobre a história penitenciária e a pena. Sua função social é possibilitar a abordagem de enfoques temáticos que evidenciem as amplas ramificações da relação indivíduo-sociedade sob o ponto de vista da pena.
Seu campo de atuação é a compreensão de uma estética que reflete a cultura prisional. Visando estudar aspectos da cultura prisional e refletir sobre a aplicação da pena e do cerceamento da liberdade. Por meio de sua missão, de sua função social, e de seu campo de atuação bem como, da análise temporal da cultura prisional, é possível compreender a história da evolução da pena.

## Acervo

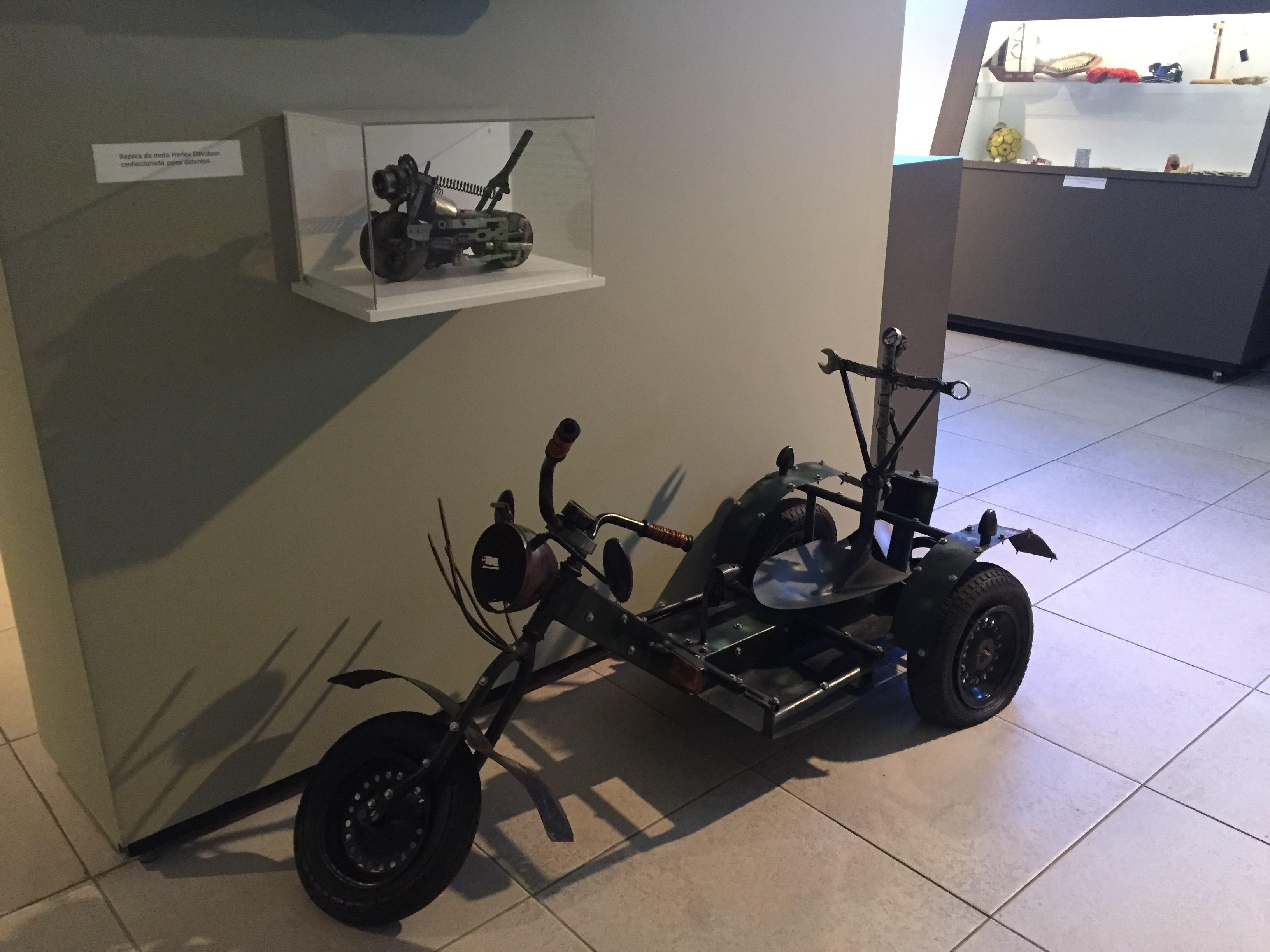
Artefato de sucata feito pelos presos

O acervo mostra um pouco da criatividade dos presos que participavam de oficinas nas penitenciárias. Encontramos micro-ondas improvisados com lâmpada e papel alumínio, móveis cheios de detalhes, e até uma motocicleta em miniatura. Tudo construído atrás das grades, desde 1920. As criações proibidas dos presos nas celas também estão no meio das 21 mil peças do acervo do museu. No acervo há armas construídas com diversos tipos de materiais. Os improvisados aparelhos de tatuagens também. Tem até uma engenhoca para fazer cachaça com restos de comida. O  visitante pode conhecer ainda as celas escuras, extintas na década de  1970, que serviam como uma espécie de punição pra alguns presos.

### História das tatuagens criminais
A tatuagem criminal é caracterizada pela rigidez com que se constitui como linguagem. Esse estilo de tatuagem tem como função incluir ou excluir um determinado indivíduo de um grupo. A representação de símbolos criminais segue uma ordem rígida modificada de acordo com convenções internas ao grupo, tem atribuição hierárquica e revela um código de honra.
O acervo fotográfico de tatuagens do Museu Penitenciário Paulista, tem registradas cerca de 1800 fotos em corpos de presos. As tatuagens serviam como objeto de comunicação entre eles e entre os que faziam parte do Sistema Penitenciário, particularmente dos que passaram pela Penitenciária do Estado.
 As imagens estão reunidas em 28 volumes e o responsável por tal catalogação foi o psiquiatra José de Moraes Mello, o primeiro a trabalhar no sistema carcerário paulista. O acervo das tatuagens, junto com as entrevistas médico-sociais, constituíam juntos o Laudo de Biotipologia Criminal – avaliação obrigatória a todos os ingressantes do sistema penitenciário eram submetidos. 
Funcionava como acompanhamento correcional, social, fisiológico, psíquico – recomendado pelo Direito e pela Medicina da época, influenciados pelos estudos de Antropologia Criminal, baseado na supremacia de raças, cujo representante foi o italiano Cesare Lombroso, que acreditava que a tendência do indivíduo ao crime estava ligada às marcações que faziam sobre a pele. 

## Localização
O museu Penitenciário Paulista encontra-se ao lado do Parque da Juventude, que foi construido sob o complexo do Carandiru.
O museu em si foi construido sob o lugar onde repousavam os guardas que trabalhavam na penitenciária do Carandiru.

## Galeria

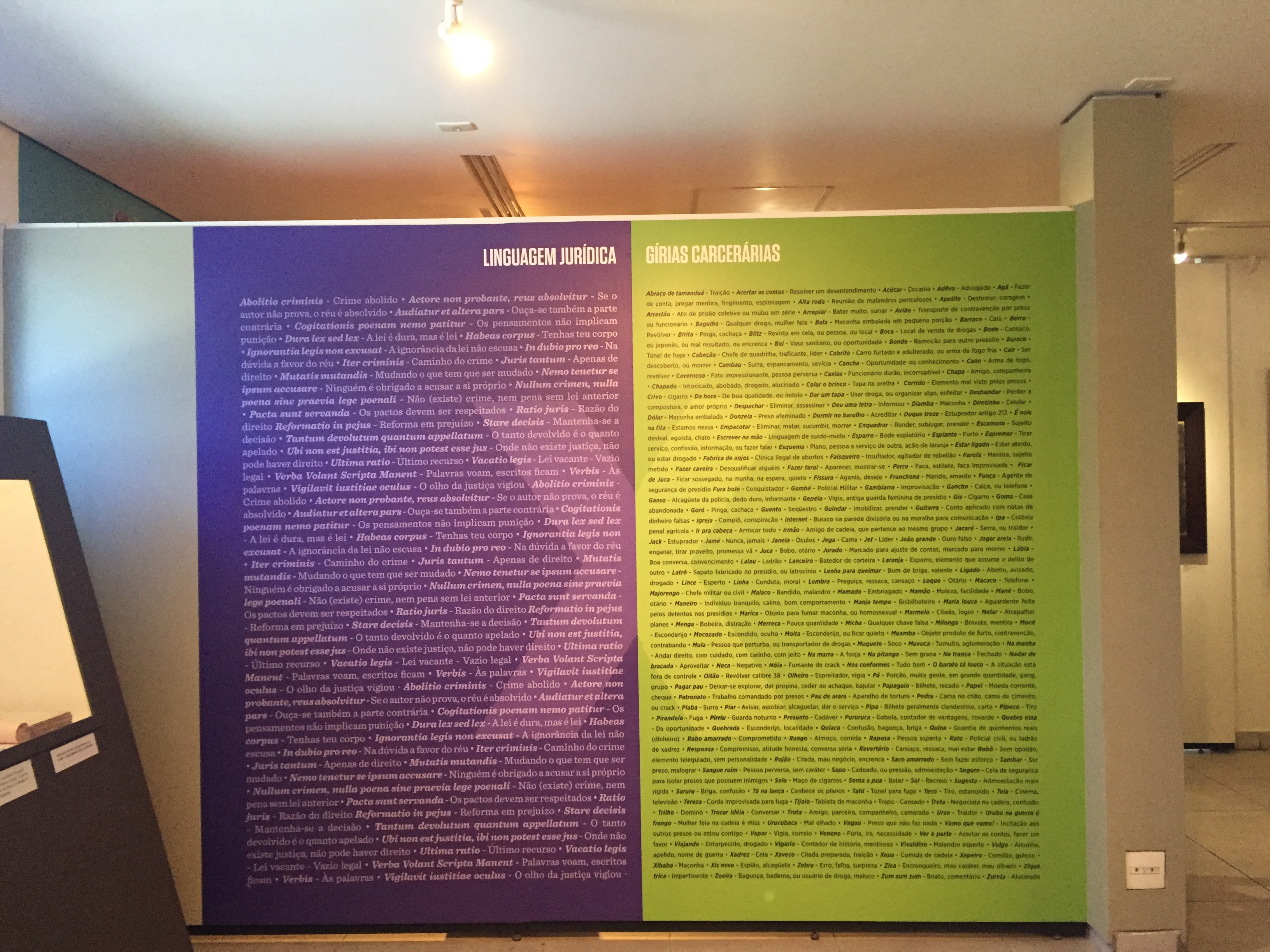
Mural interno com gírias da penitenciária x palavras jurídicas.
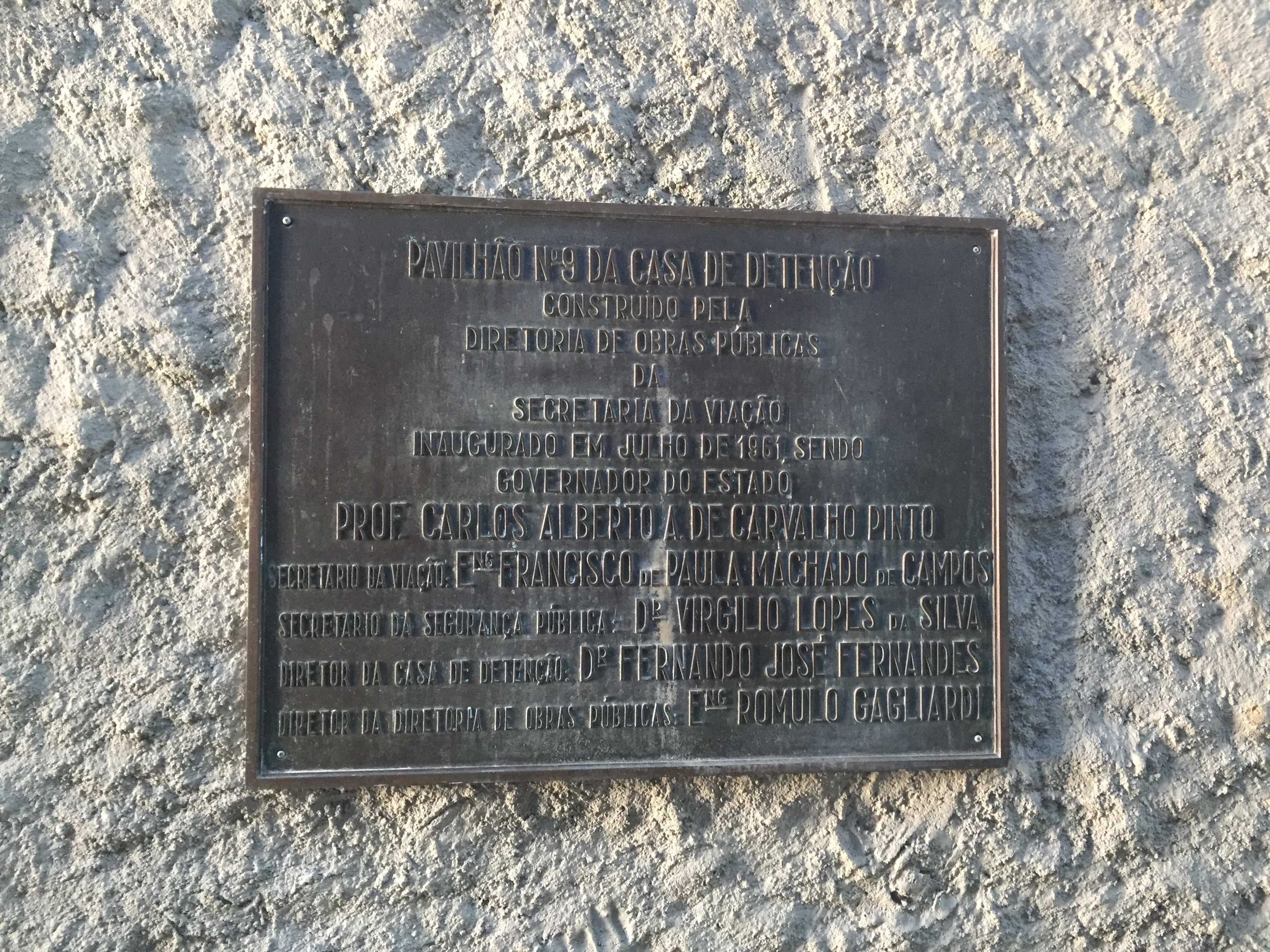
Placa do Pavilhão 9
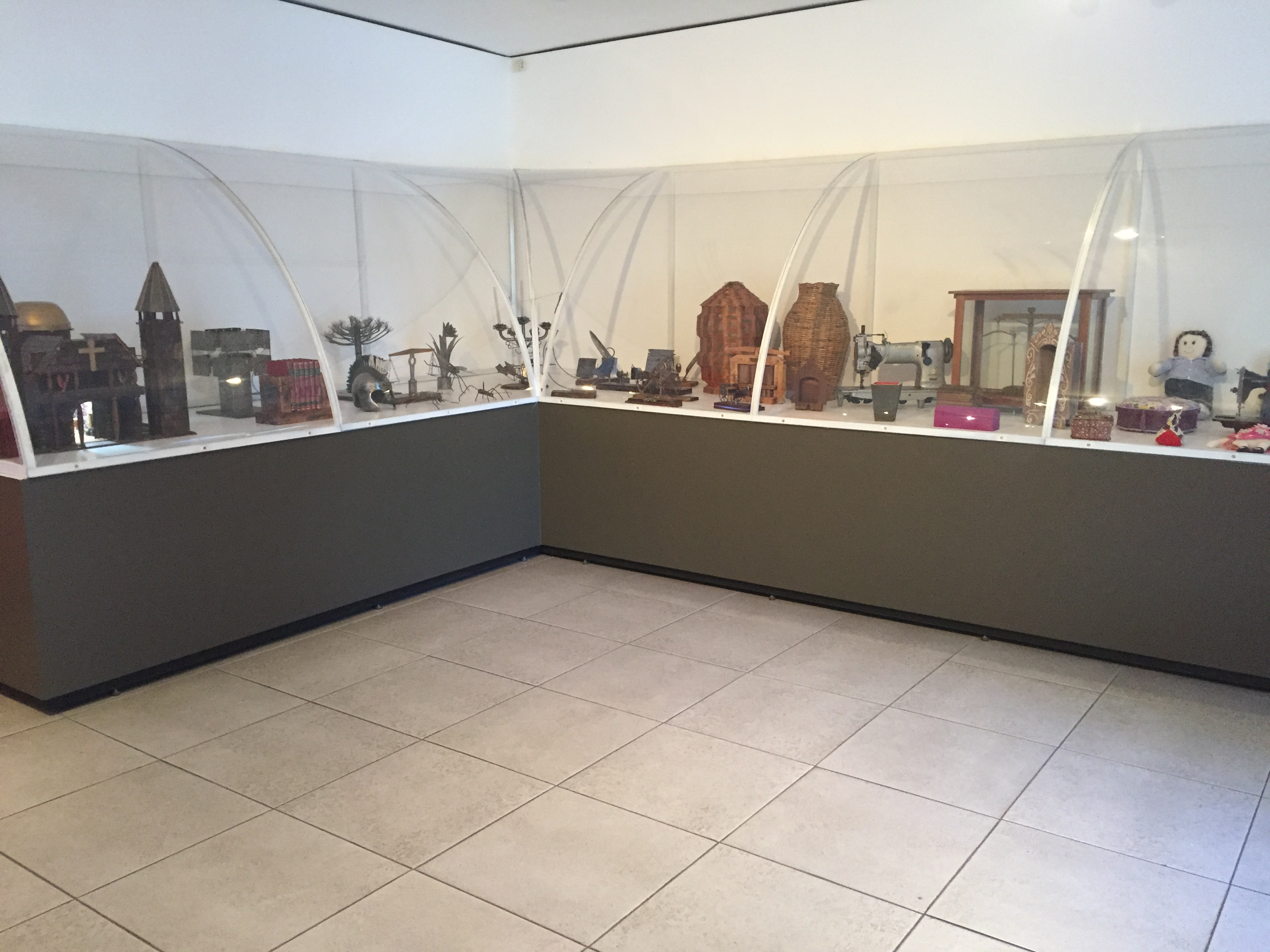
Artefatos feitos pelos presos.
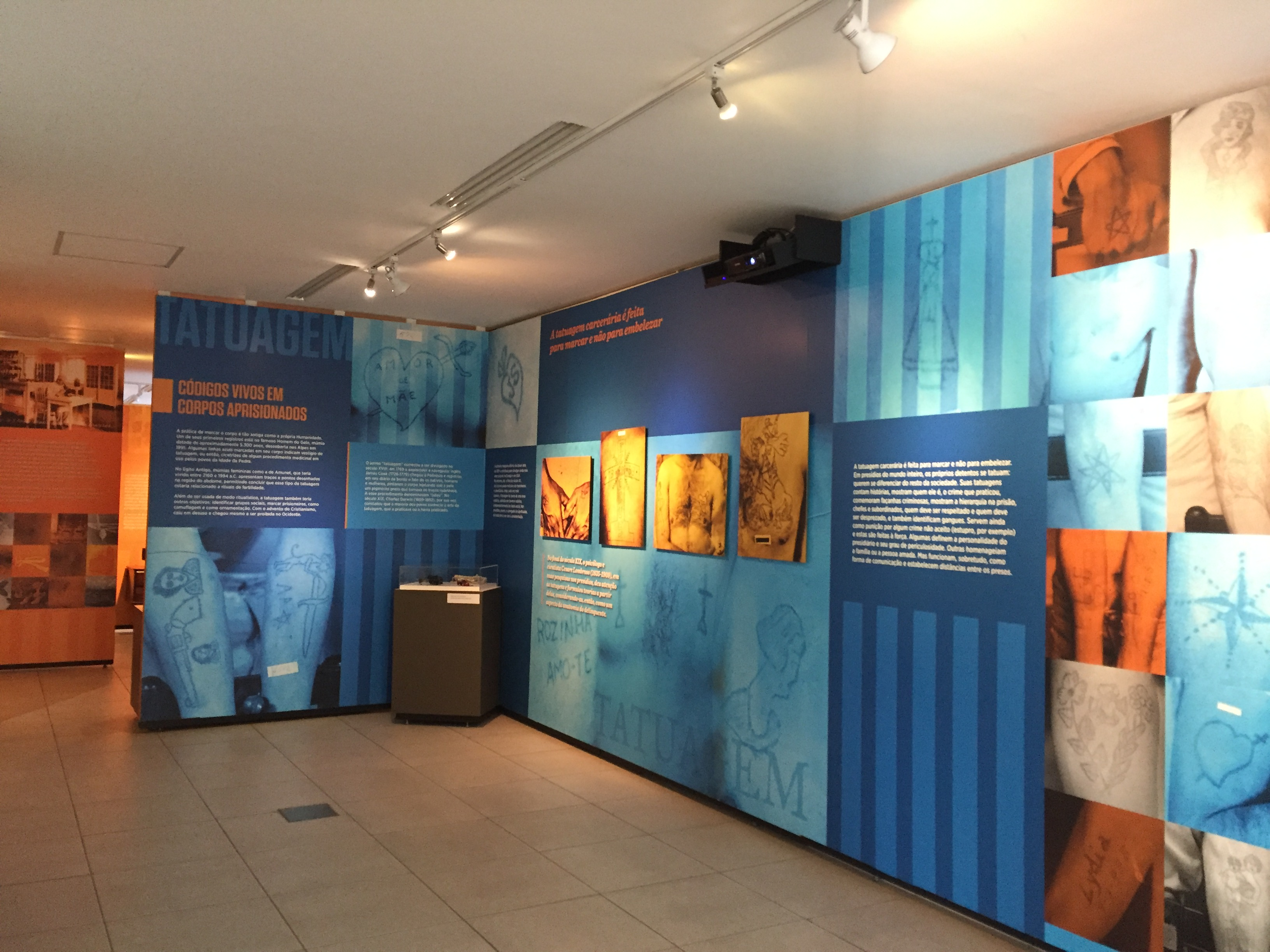
Mural com o significado das tatuagens
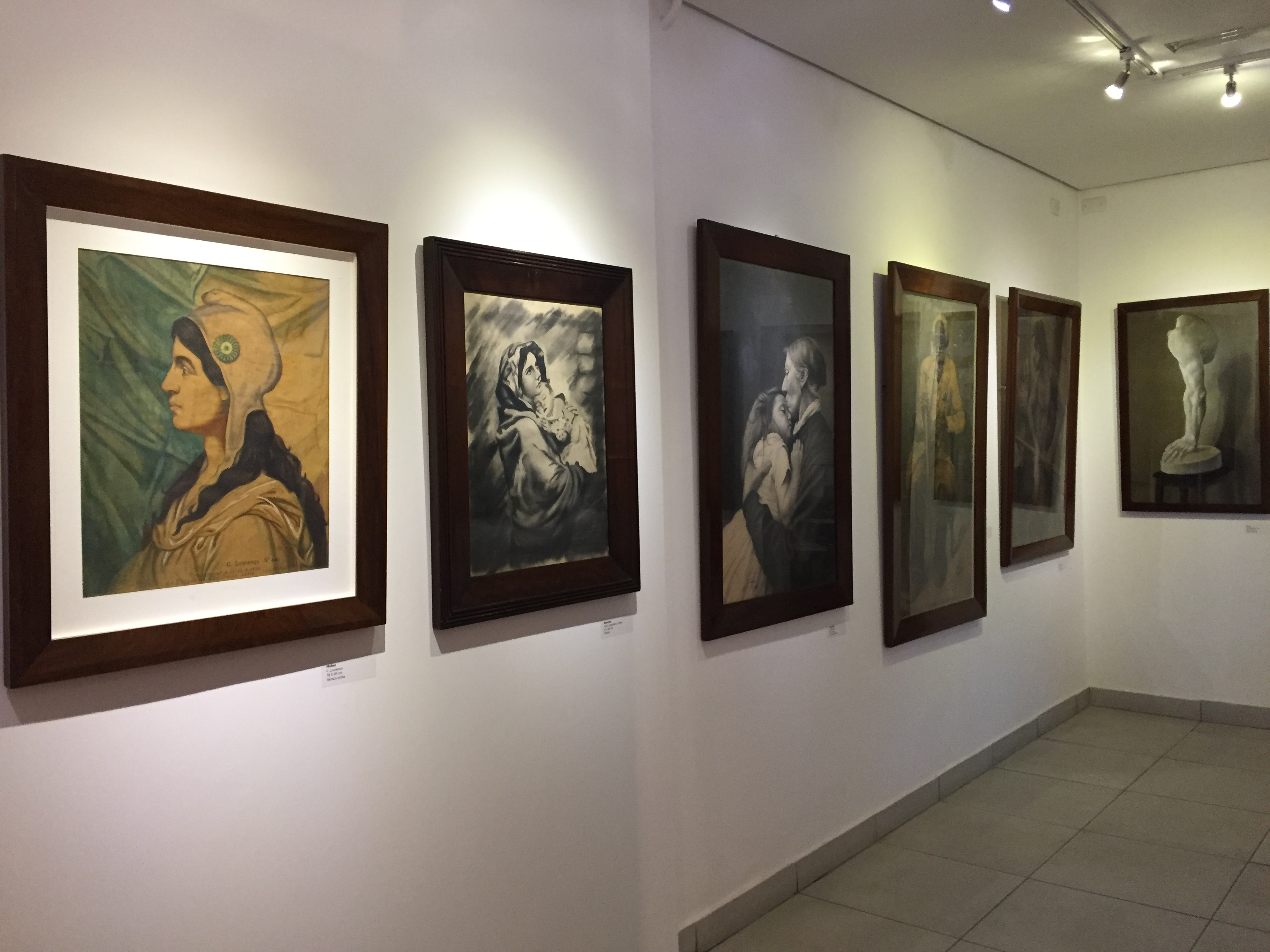
Quadros feitos pelos presos.
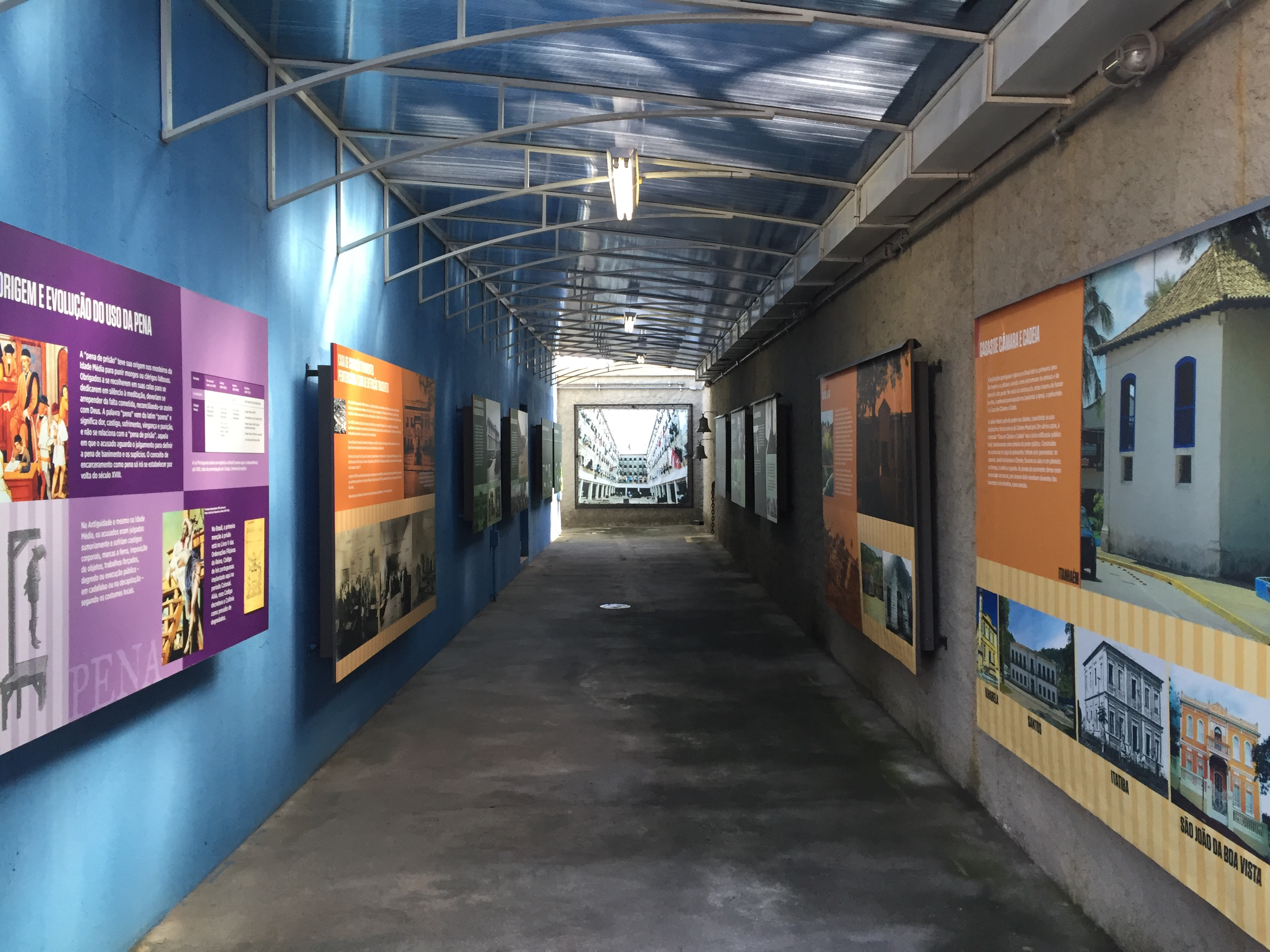
Murais com histórias de outras penitenciárias do Brasil.
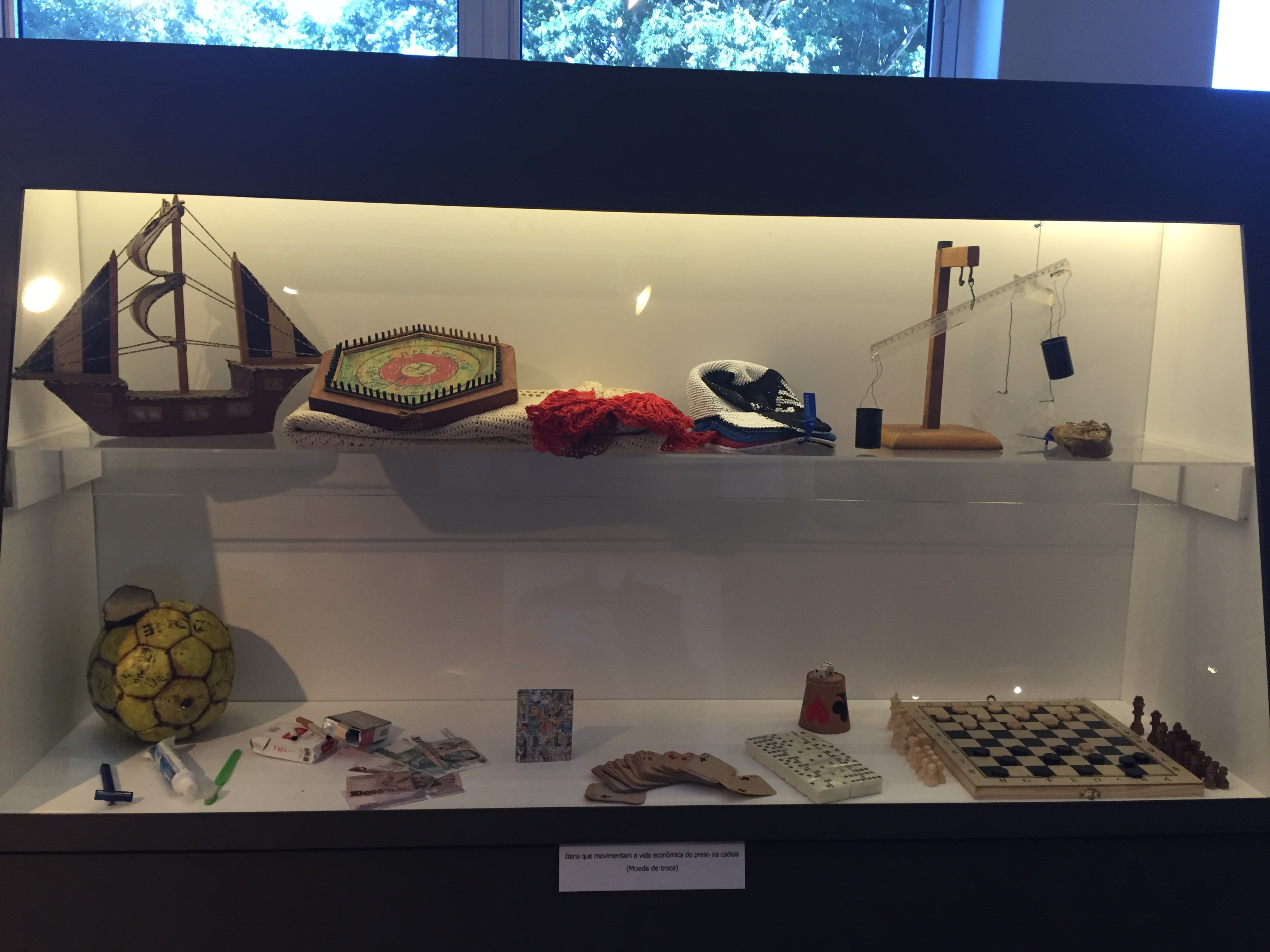
Artefatos feitos pelos presos, usados como moeda de troca.
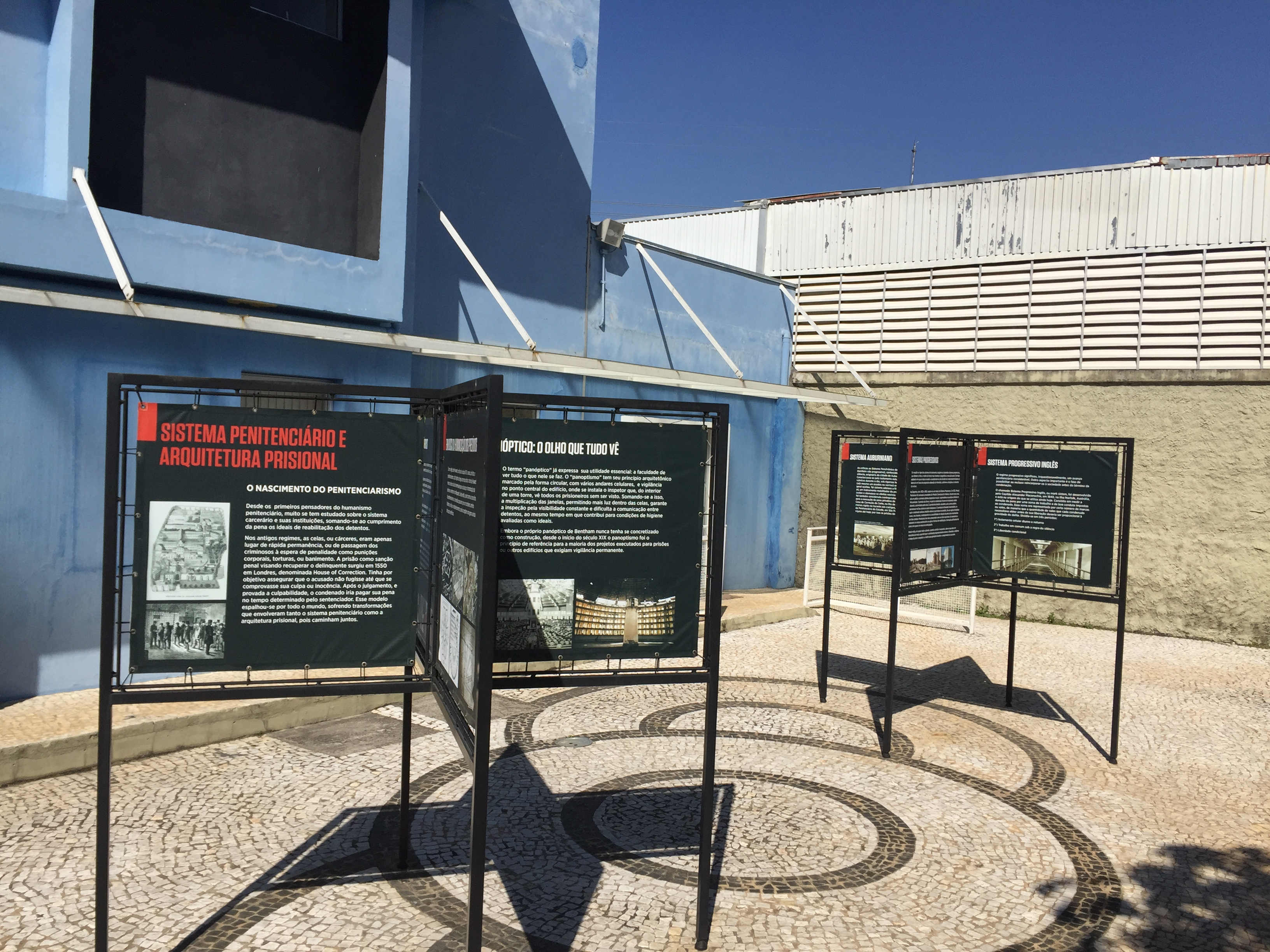
Área externa com painéis com um pouco da história da construção do Carandiru.
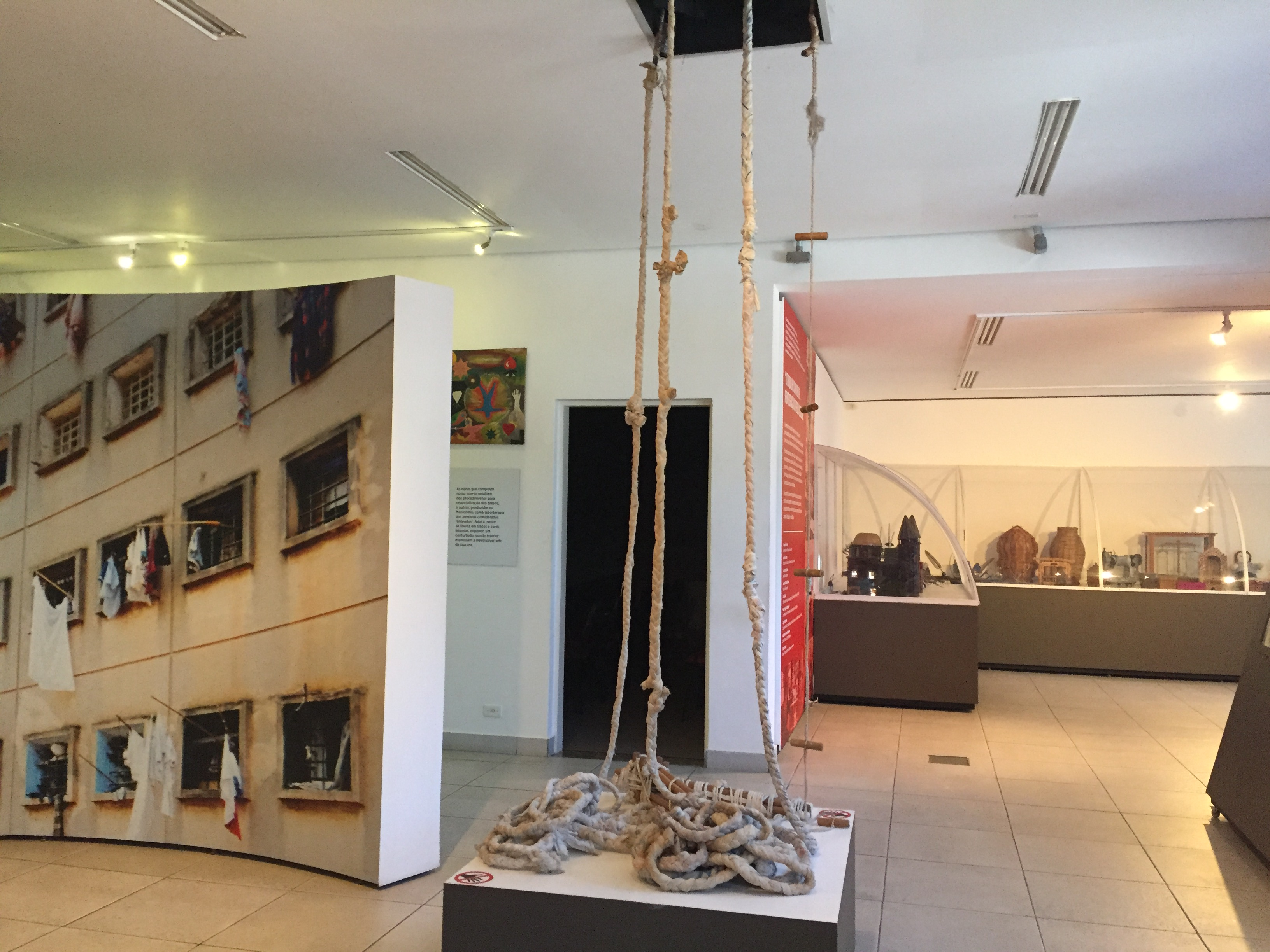
Cordas feitos pelos presos para tentar fugir ou cometer suicídio.
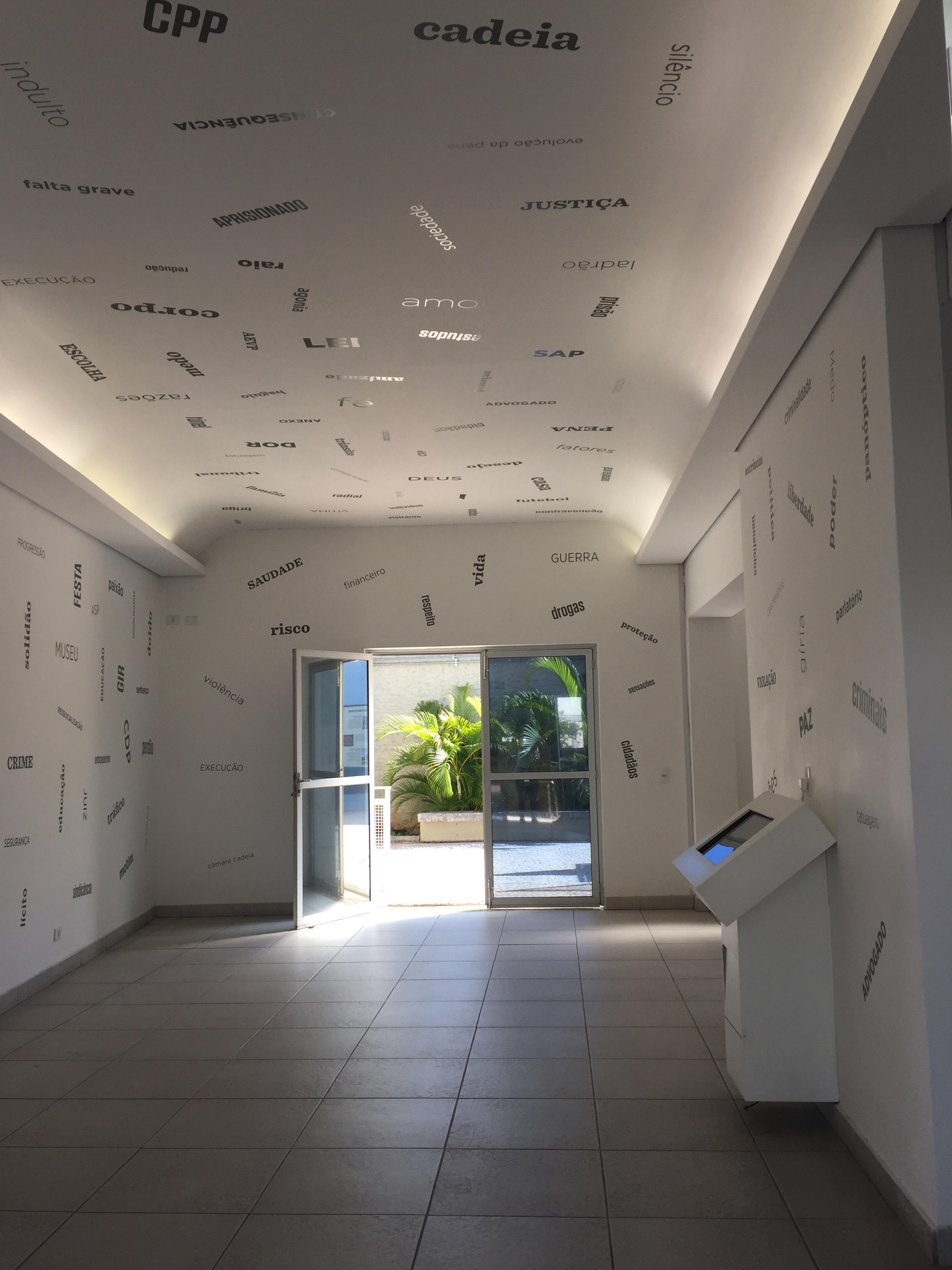
Primeira sala do museu com gírias penitenciárias espalhadas pelas paredes.
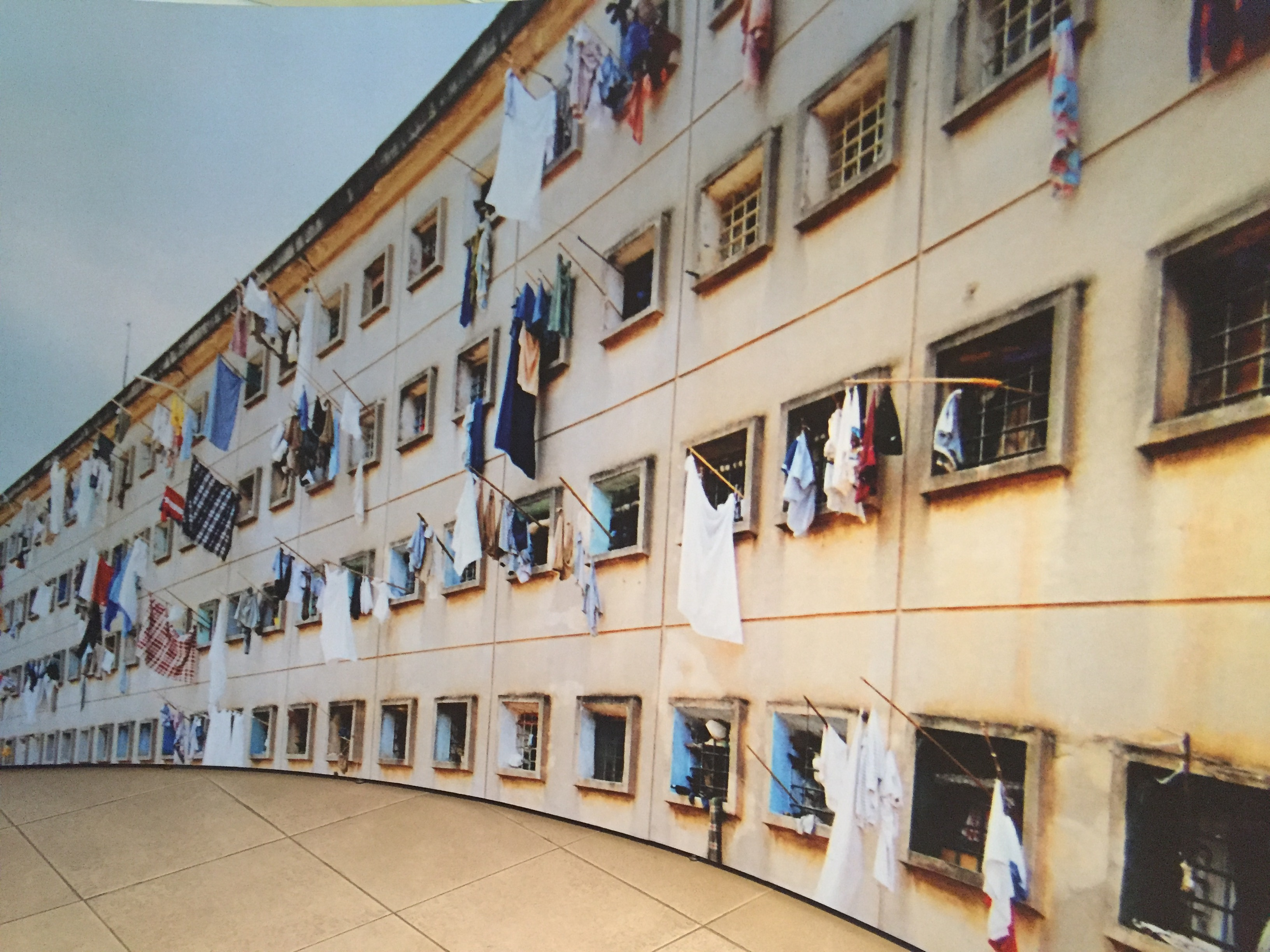
Painel com foto do Pavilhão 9.